# جوناثان غروث
جوناثان غروث (بالدنماركية: Jonathan Groth)‏ هو لاعب تنس الطاولة دنماركي، ولد في 2 نوفمبر 1992.

## وصلات خارجية
- جوناثان غروث على موقع منظمة تنس الطاولة العالمي (الإنجليزية)
- جوناثان غروث على موقع أوليمبيديا (الإنجليزية)